# Langona mallezi
Langona mallezi là một loài nhện trong họ Salticidae.
Loài này thuộc chi Langona. Langona mallezi được J. Denis miêu tả năm 1947.